# Janežovci
Janežovci so naselje v Občini Destrnik.